# Thessalisches Pony
Bei dem Thessalischen Pony handelt es sich um eine griechische Ponyrasse, die in den Regionen Thessalien und Westmakedonien verbreitet ist.
Hintergrundinformationen zur Pferdebewertung und -zucht finden sich unter: Exterieur, Interieur und Pferdezucht.

## Exterieur
Das Thessalische Pony besitzt einen noblen, in Relation zum restlichen Körper großen Kopf, der ein leicht konkaves oder gerades Profil, eine breite Stirn, große Augen und sehr bewegliche Ohren aufweist. Der kurze Hals ist manchmal tief aufgesetzt, die Schulter steil gelagert, der Widerrist nur mäßig ausgeprägt. Der gerade Rücken schließt an eine kurze und breite Kruppe, die leicht abfällt, an. Auf kräftige Gliedmaßen legen die Züchter besonderen Wert. Das leichte, aber harte und robuste Fundament ist jedoch oft fehlerhaft gestellt; die Vorderbeinen zehenweit, die Hintergliedmaßen kuhhessig oder säbelbeinig. Die kleinen Hufe mit dunkler Färbung sind hart und abriebfest. Das Langhaar ist üppig ausgeprägt.
Die Widerristhöhe variiert von 132 bis 147 cm. Durchschnittlich beläuft sie sich bei Hengsten auf 142 cm, bei den Stuten auf rund 1,35 m.
Alle Grundfarben treten auf. Die geläufigsten Fellfarben sind Braune und Schimmel sowie Füchse. Weiße Abzeichen kommen nur selten vor.

## Interieur
Die Thessalischen Pferde zeichnen sich besonders durch ihre Kraft und Ausdauer aus. Sie werden zumeist als leichte Reit- und Fahrpferde verwendet.

## Zucht

### Geschichte
Das Thessalische Pferd entstand in der Tiefebene von Thessalien und in umliegenden Gebieten.
Der Ursprung der Pferderasse wird oft bereits in der Antike angegeben, wahrscheinlicher ist jedoch, dass die Thessalischen Ponys auf Pferde, die während der Herrschaft der Osmanen über große Teilen Griechenlands aus Thrakien und Kleinasien eingeführt worden sind, zurückgehen. Durch den Ersten Weltkrieg wurde der Bestand der Pferderasse stark dezimiert. Auch anschließende Versuche des griechischen Landwirtschaftsministeriums, größere Pferde einzuführen, hatten keinen positiven Effekt auf die Population. Seit 1945 wurde zur Verbesserung der Rasse und Erhöhung des Stockmaßes Hengste der Rassen Araber, Anglo-Araber und Lipizzaner sowie rumänisches Pferde erfolgreich eingekreuzt. Auch die Dürre in Griechenland 2007 setzte der Population zu, da die Ponys, die sich normalerweise hauptsächlich von dem Gras auf der Weide ernähren, mit Heu und Gerste zugefüttert werden mussten; diese Mehrkosten konnten sich nicht alle Landwirte leisten.
Das Zuchtbuch besteht seit 1999.

### Verbreitung
Pferde des thessalischen Typs sind heutzutage in den Regionen Thessalien und Westmakedonien zu finden.

### Bestand
Derweil sind nur noch geringe Bestände vorhanden. Die Population beläuft sich auf etwa 1.100 Exemplare (Stand: 2021).